# Championnat d'Algérie masculin de handball
 (octobre 2023).
La mise en forme du texte ne suit pas les recommandations de Wikipédia : il faut le « wikifier ».
Les points d'amélioration suivants sont les cas les plus fréquents. Le détail des points à revoir est peut-être précisé sur la page de discussion.
- Les titres sont pré-formatés par le logiciel. Ils ne sont ni en capitales, ni en gras.
- Le texte ne doit pas être écrit en capitales (les noms de famille non plus), ni en gras, ni en italique, ni en « petit »…
- Le gras n'est utilisé que pour surligner le titre de l'article dans l'introduction, une seule fois.
- L'italique est rarement utilisé : mots en langue étrangère, titres d'œuvres, noms de bateaux, etc.
- Les citations ne sont pas en italique mais en corps de texte normal. Elles sont entourées par des guillemets français : « et ».
- Les listes à puces sont à éviter, des paragraphes rédigés étant largement préférés. Les tableaux sont à réserver à la présentation de données structurées (résultats, etc.).
- Les appels de note de bas de page (petits chiffres en exposant, introduits par l'outil «  Source ») sont à placer entre la fin de phrase et le point final[comme ça].
- Les liens internes (vers d'autres articles de Wikipédia) sont à choisir avec parcimonie. Créez des liens vers des articles approfondissant le sujet. Les termes génériques sans rapport avec le sujet sont à éviter, ainsi que les répétitions de liens vers un même terme.
- Les liens externes sont à placer uniquement dans une section « Liens externes », à la fin de l'article. Ces liens sont à choisir avec parcimonie suivant les règles définies. Si un lien sert de source à l'article, son insertion dans le texte est à faire par les notes de bas de page.
- La présentation des références doit suivre les conventions bibliographiques. Il est recommandé d'utiliser les modèles {{Ouvrage}}, {{Chapitre}}, {{Article}}, {{Lien web}} et/ou {{Bibliographie}}. Le mode d'édition visuel peut mettre en forme automatiquement les références.
- Insérer une infobox (cadre d'informations à droite) n'est pas obligatoire pour parachever la mise en page.

Pour une aide détaillée, merci de consulter Aide:Wikification.
Si vous pensez que ces points ont été résolus, vous pouvez retirer ce bandeau et améliorer la mise en forme d'un autre article.
Le Championnat d'Algérie masculin de handball est le championnat d'élite des clubs masculins de handball en Algérie. Créée en 1962, la compétition est prise en charge par la Fédération algérienne de handball et compte 24 clubs pour la saison 2023-2024.
Le club le plus titré est le MC Alger avec 28 championnats remportés. L'Olympique El Oued, vainqueur pour la première fois en 2025, est le tenant du titre.

## Histoire

### Du temps de la colonisation
Du temps de la colonisation, un championnat d'Algérie, affilié à la Fédération française de handball, existait et a conduit aux résultats suivants :
- 1951 : Ol. Hussein-Dey bat RU Alger 17-10ap[1]
- 1952 : inconnu
- 1953 : inconnu
- 1954 : Oran bat Alger 30 à 20
- 1955 : inconnu
- 1956 : Oran bat Alger 21 à 20
- 1957 : Alger bat Oran 13 à 12
- 1958 : Oran bat Alger 27 à 18
- 1959 : Oran bat Alger 14 à 12
- 1960 : Spartiates d'Oran bat FC Blida 24 à 10[2],[3],[4]

### À l'indépendance
À la suite de l'indépendance de l'Algérie en 1962, des Algériens s'impliquent dans la relance de ce jeu.
En septembre, Madaoui Kheir Eddine, alors âgé de 25 ans et évoluant à l'AS Saint-Eugène (actuellement Bologhine), entame la matérialisation de son projet d'une structure nationale pour gérer le handball. Aussi, il fait appel à son ami de club, Hamened Abderrahmane. Le concours de Abdoun[Qui ?], alors membre du bureau politique du parti du Front de libération nationale (FLN), chargé de la jeunesse et des sports fut précieux. Il leur facilita, de par sa fonction, à installer leur siège dans le local de l'institution française chargée de cette discipline. Ce sera dans un café de la rue d'Isly (actuellement Larbi Ben Mhidi) que naît la 1re ligue nationale de handball présidée par Madaoui Kheir Eddine. La première opération lancée est le championnat avec la participation de six formations que sont :
- Association sportive de Saint-Eugène (ASSE)
- Handball Club d'Alger (HBCA)
- RIJA Alger
- Blida Études Club (BEC)
- Groupe Laïques Études d'Alger (GLEA)
- Spartiates d'Oran (SEPSO), vainqueur de cette première édition.

La réussite de cette compétition va engendrer la création de la Fédération algérienne de handball (FAHB). Présidée par Benbelkacem Amar, son siège est installé dans les locaux du stade Leclerc, actuellement Ouaguenouni.
Plus tard, d'autres clubs rejoignent la compétition, à savoir des équipes de Aïn Taya, du CR Belcourt, de JSE Skikda, de MC Saïda et d'El Harrouch. De ce fait, le nombre de formations s'élève à 11.
À cette période-là, la FAHB regroupait 3 régions, à savoir Alger, Oran et Constantine.
L'année 1963 est marquée par plusieurs premières :
- le 24 mars, le 1er match féminin se déroule au stade Leclerc d'Alger et voit le GLEA battre une sélection scolaire 5-0.
- En avril, c'est la 1re rencontre internationale de l'équipe nationale algérienne messieurs à l'occasion des Jeux de l'Amitié de Dakar.
- Le 1er championnat maghrébin des nations est organisé à Alger. Il est ponctué par la médaille d'or chez les hommes et la médaille d'argent chez les femmes.

### De 1970 à 2018: la domination algéroise
Trois clubs algérois dominent la compétition :
- le MC d'Alger[5] a remporté 28 titres entre 1982 et 2018,
- le Nadit Alger s'est imposé six fois (1973, 1974, 1975, 1978, 1981, 1985),
- l'OC Alger[6] a également glané six championnats (1976, 1977, 1979, 1980, 1986, 1990)

Seuls le MC Oran (en 1983 et 1993), le MM Batna (en 1996), l'US Biskra (en 2004) et la JSE Skikda (en 2015 ont réussi à briser la domination algéroise.

## Palmarès

### Palmarès saison par saison
Le palmarès du championnat est, :
| Saison    | Champion          |
| --------- | ----------------- |
| 1962-1963 | Spartiates d'Oran |
| 1963-1964 | Spartiates d'Oran |
| 1964-1965 | MC Saïda          |
| 1965-1966 | JSM Skikda        |
| 1966-1967 | MC Saïda          |
| 1967-1968 | USM Annaba        |
| 1968-1969 | CR Belcourt       |
| 1969-1970 | CSS Kouba         |
| 1970-1971 | CSS Kouba         |
| 1971-1972 | NAR Alger         |
| 1972-1973 | Nadit Alger       |
| 1973-1974 | Nadit Alger       |
| 1974-1975 | Nadit Alger       |
| 1975-1976 | CS DNC Alger      |
| 1976-1977 | CS DNC Alger      |
| 1977-1978 | Nadit Alger       |
| 1978-1979 | CS DNC Alger      |
| 1979-1980 | CS DNC Alger      |
| 1980-1981 | Nadit Alger       |
| 1981-1982 | MP Alger          |
| 1982-1983 | MP Oran           |

| Saison    | Champion            |
| --------- | ------------------- |
| 1983-1984 | MP Alger            |
| 1984-1985 | Nadit Alger         |
| 1985-1986 | IRB Binaâ/ERC Alger |
| 1986-1987 | MP Alger            |
| 1987-1988 | MP Alger            |
| 1988-1989 | MC Alger            |
| 1989-1990 | ERC Alger           |
| 1990-1991 | MC Alger            |
| 1991-1992 | MC Alger            |
| 1992-1993 | MC Oran             |
| 1993-1994 | MC Alger            |
| 1994-1995 | MC Alger            |
| 1995-1996 | MM Batna            |
| 1996-1997 | MC Alger            |
| 1997-1998 | MC Alger            |
| 1998-1999 | MC Alger            |
| 1999-2000 | MC Alger            |
| 2000-2001 | MC Alger            |
| 2001-2002 | MC Alger            |
| 2002-2003 | MC Alger            |
| 2003-2004 | US Biskra           |

| Saison    | Champion                |                         |
| --------- | ----------------------- | ----------------------- |
| 2004-2005 | MC Alger                |                         |
| 2005-2006 | MC Alger                |                         |
| 2006-2007 | MC Alger                |                         |
| 2007-2008 | MC Alger                |                         |
| 2008-2009 | GS pétroliers           |                         |
| 2009-2010 | GS pétroliers           |                         |
| 2010-2011 | GS pétroliers           |                         |
| 2011-2012 | Annulé, voir ci-dessous | Annulé, voir ci-dessous |
| 2012-2013 | GS pétroliers           |                         |
| 2013-2014 | GS pétroliers           |                         |
| 2014-2015 | JSE Skikda              |                         |
| 2015-2016 | GS pétroliers           |                         |
| 2016-2017 | GS pétroliers           |                         |
| 2017-2018 | GS pétroliers           |                         |
| 2018-2019 | CR Bordj Bou Arreridj   |                         |
| 2019-2020 | JSE Skikda              |                         |
| 2020-2021 | Annulé                  | Annulé                  |
| 2021-2022 | ES Aïn Touta            |                         |
| 2022-2023 | ES Aïn Touta            |                         |
| 2023-2024 | M Bordj Bou Arreridj    |                         |
| 2024-2025 | Olympique El Oued       |                         |

Remarques
1. ↑  La saison 2019-2020 a été interrompue par la pandémie de Covid-19 et s'est poursuivie sur toute la saison 2020-2021.

### Bilan
| Rang  | Club                     | Titres | Années |
| ----- | ------------------------ | ------ | --- |
| 1     | MC d'Alger               | 28     | 1982, 1984, 1987, 1988, 1989, 1991, 1992, 1994, 1995, 1997, 1998, 1999, 2000, 2001, 2002, 2003, 2005, 2006, 2007, 2008, 2009, 2010, 2011, 2013, 2014, 2016, 2017, 2018 |
| 2     | Nadit Alger              | 6      | 1973, 1974, 1975, 1978, 1981, 1985 |
| 2     | OC Alger                 | 6      | 1976, 1977, 1979, 1980, 1986, 1990 |
| 4     | RC Kouba                 | 3      | 1970, 1971, 1972 |
| 5     | Spartiates d'Oran        | 2      | 1963, 1964 |
| 5     | MC Saïda                 | 2      | 1965, 1967 |
| 5     | MC Oran                  | 2      | 1983, 1993 |
| 5     | JSE Skikda               | 2      | 2015, 2020 |
| 5     | ES Aïn Touta             | 2      | 2022, 2023 |
| 10    | JSM Skikda               | 1      | 1966 |
| 10    | USM Annaba               | 1      | 1968 |
| 10    | CR Belouizdad            | 1      | 1969 |
| 10    | MM Batna                 | 1      | 1996 |
| 10    | US Biskra                | 1      | 2004 |
| 10    | CR Bordj Bou Arreridj    | 1      | 2019 |
| 10    | M Bordj Bou Arreridj     | 1      | 2024 |
| 10    | Olympique El Oued        | 1      | 2025 |
| /     | Arrêtées ou non disputés | 2      | 2012, 2021 |
| Total | Total                    | 63     | 1963-2025 |

Remarques
1. ↑  Le Raed Chabab Kouba (RC Kouba) a précédemment été nommé CSS Kouba ou Naphte Riadhi Alger (NAR Alger).
2. 1 2  La saison 2019-2020 a été interrompue par la pandémie de Covid-19 et s'est poursuivie sur toute la saison 2020-2021.
3. ↑  Le Chabab Riadhi Belouizdad a précédemment été nommé Chabab Riadhi Belcourt (CR Belcourt).

## Effectifs des clubs champions
Les effectifs des clubs champions d’Algérie étaient :

### Années 1960
- 1963, Spartiates d'Oran : Palma, Gomez, Vives, Rochel, JP Marin, Sabbucco, Y. Marin, Hernandez, Laffargue, Sabia, Santamarina, Caresco. Entraîneur : Gaddiro.
- 1964, Spartiates d'Oran : Palma, Imbernon, Setouti, Ambert, Marin, Villabeva, Setouti (2), Lesteban, Galina, Soufi, Dallieu
- 1965, MC Saïda : Bettahar, Bessif, Zitouni, Bendjelloul, Soufi, Rekrak, Valentin, Meria, Hausberg, Tahi, Tab, Boukhobza, Crach.
- 1966, JSM Skikda : Bekkouche, Haddad, Vulliet, Pascal, Sid, Bousquet, Driss, Mammeri, Grima, Chebli.
- 1967, MC Saïda : Tab, Rahis, Ambert, Soufi, Zitouni, Rahai, Kiour, Meddah, Khaldoun, Crach, Boukhobza.
- 1968, USM Annaba[12] : Segni Akacha, Driss Lamdjadani, Mourad Achaichia, Salah Hammadi Med, Miloud Belhaoues, Zoheir Negli, Lakhdar Driss, Rabah Chebira, Bachir Larbaoui, Farouk Benbelkacem, Mohamed Ziane, Abdelaziz Abdennour, Mohamed Bensaid, Mohamed Boumegoura. Entraîneur : Serdazi.
- 1969, CR Belcourt : Djebbab, Esseghir, Ourabia, Bouiche, Bebiche, Hamadi, Bouallouche, Amara, Bouzrar, Zerouki, Abrous. Entraîneur : Esseghir.

### Années 1970
- 1970, CSS Kouba Alger : Fayçal Hachemi, Lassel, Bouzerar, Amara, Driss Lamdjadani, Gadiri, Medjebeur, Younsi, Benhadi, Derrough, Cherabi.
- 1971, CSS Kouba Alger : Fayçal Hachemi, Benkhelifa, Benhadj, Benhamza, Younsi, Sediki, Amara, Bouras, Driss Lamdjadani, Lagoune.
- 1972, NAR Alger : Laggoune, Benhamza, Younsi, Amara, Driss Lamdjadani, Benhadj, Sediki, Bouras.
- 1973, Nadit Alger : Fayçal Hachemi, Bouglali, Abrous, Benhadj, Bouras, Esseghir, Achaichia, Bebiche, Sassi, Larbaoui, Ramdane, Stambouli, Ziane, Benabdellah, Khelifa, Haicheur. Entraîneurs : Esseghir et Mircea Costache II.
- 1974, Nadit Alger : Fayçal Hachemi, Bouras, Esseghir, Bebiche, Grief, Ramdane, Abrous, Haicheur, Achaichia, Boughlali, Ziane, Tsabet, Lebib, Nechar, Larbaoui.
- 1975, Nadit Alger : Fayçal Hachemi, Nechar, Esseghir, Benhamza, Tsabet, Sayad, Ramdane, Larbaoui, Achaichia, Gharif. Entraîneur : Esseghir et Mircea Costache II.
- 1976, CS DNC Alger : Ahmed Farfar, Aït Salem, Yazid, Derdour, Azzeddine Bouzerar, Farouk Bouzerar, Amara, Saiki, Ali Akacha, Baghdadi, Benabdellah. Entraîneur : Chebira.
- 1977, CS DNC Alger : Ahmed Farfar, Yazid, Azzeddine Bouzerar, Farouk Bouzerar, Ali Akacha, Amara, Driss Lamdjadani, Berguel, Aït Khaled, Hebri, Benabdellah.
- 1978, Nadit Alger : Bakir, Fayçal Hachemi, Sayad, Larbaoui, Mouloud Mokhnache, Tsabet, Kamel Akkeb, Bourebeb, Ramdane, Driss Lamdjadani, Boutaleb. Entraîneur : Mohamed Aziz Derouaz
- 1979, CS DNC Alger : Ahmed Farfar, Azzeddine Bouzerar, Farouk Bouzerar, Ali Akacha, Amara, Berguel, Hebri.

### Années 1980
- 1980, CS DNC Alger : Ahmed Farfar, Mourad Boussebt, Aliou, Bergheul, Hammouche, Amara, Farouk Bouzerar, Kheraifia, Salah Bouchekriou, Abdeslam Benmaghsoula, Ali Akacha, Hebri. Entraîneur : Ben Belkacem.
- 1981, Nadit Alger : Fayçal Hachemi, Abdi, Bensemra, Sayad, Ramdane, Ayad, Abdelhak Bouhalissa, Kheraifia, Tsabet, Benabdellah, Benhamza, Khiati. Entraîneur : Reichel.
- 1982, MP Alger : Kamel Ouchia, Bakir, Ouziali, Mokrani, Omar Azeb, Ledraa, Sekfaoui, Azzedine Ouhib, Benhamouda, Abdelkrim Hamiche, Kamel Akkeb, Medjreb. Entraîneur : Mohamed Aziz Derouaz.
- 1983, MP Oran : Mourad Boussebt, Mahrouz, Abdeslam Benmaghsoula, Bouâa Makhloufi, Moumene, Mustapha Doballah, Djamel Doballah, Ali Houd, Chemseddine Bensenouci, Nacereddine Bessedjrari, Abdelkrim Bendjemil, Jamel Harrat, Abdelhamid Boutchiche, Bensmail, Bouramdane. Entraîneur : Djillali Mekki.
- 1984, MP Alger : Bakir, Kamel Ouchia, Mekkaoui, Abdelkrim Hamiche, Benhamouda, Kamel Akkeb, Ledraa, Mokrani, Omar Azeb, Seksaoui, Azzedine Ouhib, Medjreb, Kerraz, Ahcene Djeffal, Bouidyhaghène, Boutaleb. Entraîneur : Mohamed Aziz Derouaz.
- 1985, Nadit Alger : Bakir, Harbid, Abdelkrim Hamiche, Ledraa, Abdelhak Bouhalissa, Djaffar Belhocine, Bourouila, Rami, Kheraifia, Lahdjel, Benhamza, Chenoufi, Chakrabi, Seksaoui, Mansouri, Yacine Ouchia. Entraîneur : Tsabet et Ignacy Pazur.
- 1986, ERC Alger : Mourad Boussebt, Hadj Kouidri, Salah Bouchekriou, Tamallah, Moussaoui, Kheraifia, Aït Mehdi, Ben Hadadi, Azeddine Bouzrar, Abdeslam Benmaghsoula, Berghul, Besni. Entraîneur : Farouk Bouzerar.
- 1987, MP Alger : Kamel Ouchia, Mekkaoui, Karim El-Maouhab, Omar Azeb, Kamel Akkeb, Brahim Boudrali, Abdelhak Bouhalissa, Ahcene Djeffal, Kerraz, Makhlouf Aït Hocine, Djemaa, Medjerab, Ledraa, Mahmoud Bouanik, Agrane, Ben Merabet, Khellil, Tekfa. Entraîneur : Mohamed Aziz Derouaz.
- 1988, Mouloudia Alger : Kamel Ouchia, Karim El-Maouhab, Ledraa, Brahim Boudrali, Mahmoud Bouanik, Abdelhak Bouhalissa, Omar Azeb, Abou Sofiane Draouci, Benali Beghouach, Khelil, Djaffar Belhocine, Ahcene Djeffal, Entraîneur : Kalderach.
- 1989, Mouloudia Alger : Kamel Ouchia, Zermani, Djaffar Belhocine, Brahim Boudrali, Omar Azeb, Kamel Akkeb, Ledraa, Abou Sofiane Draouci, Djemaa, Mahmoud Bouanik, Khelil, Bouanani, Agrane. Entraîneur : Mohamed Aziz Derouaz.

### Années 1990
- 1991, MC Alger : Redouane Aouachria, Mahmoud Bouanik, Salim Abes - Entraîneur : Mohamed Aziz Derouaz
- 1992, MC Alger : Boubekeur Zermani (GB), Redouane Aouachria, Abou Sofiane Draouci, Mahmoud Bouanik, Salim Abes - Entraîneur : Mohamed Aziz Derouaz
- 1993, MC Oran : Sofiane Elimam (GB), Touil, Nacereddine Bessedjrari, Abdeldjalil Bouanani, ? Bouanani, Chahreddine Mazari, Salim Nedjel, Bouziane, El-Hafi, Mustapha Douballah, Bouras, Boucetta. Entraineur : Mekki Djillali.
- 1994, MC Alger :Redouane Aouachria, Redouane Saïdi, Salim Abes, Mahmoud Bouanik, Brahim Boudrali - Entraîneur :Kamel Akkeb
- 1995, MC Alger : Boudrali Brahim, Abbès Salim Sofiane
- 1996, MM Batna :...
- 1997, MC Alger : Tahar Labane, Rabah Graïche, Abdelghani Loukil, Yazid Akchiche, Mohamed Bouziane, Redouane Saïdi - Entraîneur : Kamel Akkeb, Charlie Extra

### Années 2000
- 2000, Mouloudia Alger : Samir Helal (GB), Mohamed Gaga (GB), Yazid Akchiche, Toufik Zeghdoud, El Hadi Biloum, Abdérazak Hamad, Belgacem Filah, Mohamed Rebahi, Saïd Hadef, Rabah Graïche, Kebir, Saïd Bourenane - Entraîneur : Réda Zeguili - Entraîneur Adjoint :
- 2001, Mouloudia Alger : Samir Helal (GB), Mohamed Gaga (GB), Yazid Akchiche, Redouane Saïdi, Abdelghani Loukil, Toufik Zeghdoud, Rabah Graïche, Abdérazak Hamad, Belgacem Filah, Saïd Hadef, Mellouk, El Haci, Mohamed Rebahi, Saïd Bourenane, Mohamed Ali Messaoudène, Abdeldjalil Bouanani, Achour Hasni - Entraineur : Réda Zeguili - Entraîneur Adjoint : Karim Djemaâ
- 2002, Mouloudia Alger : Samir Helal (GB), Mohamed Gaga (GB), Yazid Akchiche, Toufik Zeghdoud, El Hadi Biloum, Abdérazak Hamad, Belgacem Filah, Mohamed Rebahi, Saïd Hadef, Rabah Graïche, Kebir, Saïd Bourenane - Entraîneur : Réda Zeguili - Entraîneur Adjoint : Karim Djemaâ
- 2003, Mouloudia Alger : Samir Helal (GB), Mohamed Gaga (GB), Abdelghani Loukil, Mohamed Rebahi, Hichem Boudrali, Abdérazak Hamad, Saïd Bourenane, Yazid Akchiche, Belgacem Filah, El Hadi Biloum, Rabah Graïche, Sid Ali Yahia, Saïd Hadef, Lakrour, Amine Saidi, Achour Hasni - Entraîneur : Karim Djemaâ - DTS : Djaffar Belhocine
- 2005, Mouloudia Alger : Samir Helal, Akchiche, Abdelghani Loukil, Abdérazak Hamad, El Hadi Biloum, Achour Hasni, Mohamed Rebahi, Bourenane, Riad Chehbour, Zaghdoud, Toum, Rabah Graïche, Sid Ali Yahia DTS : Belhocine - Entraîneur : Réda Zeguili
- 2007, Mouloudia Alger : Samir Helal, Abdelmalek Slahdji, Rabah Graïche. Abdérazak Hamad, Zerabib, Chehbour, Sid Ali Yahia, Bourenane, Hasni, Bouabderrazaki, Boudrali, Aggoune, Hadef, Toum. DTS : Belhocine - Entraîneur : Réda Zeguili
- 2008, Mouloudia Alger : Abdelmalek Slahdji (GB), Samir Helal (GB), Abdelghani Loukil, Hamza Zouaoui, Rabah Graïche, Smaïn Lagoun, Mohamed Bouabderrezaki, Messaoud Berkous, Hichem Boudrali, Mohamed Rebahi, Achour Hasni, Omar Chehbour, Abdérazak Hamad - Entraîneur : Réda Zeguili - DTS : Djaffar Belhocine
- 2009, Mouloudia Alger : Fligha, Abdelmalek Slahdji, Abdelghani Loukil (cap), Omar Chehbour, Hamza Zouaoui, Khetir, Messaoud Berkous, Hichem Boudrali, Mohamed Rebahi, Achour Hasni, Toum, Riad Chehbour, Layadi et Hadef. Entraîneur : Réda Zeguili

## Saisons détaillées

### Saison 1984-1985
Le classement après la seconde phase du championnat niveau un est :
1. Nadit Alger 42 pts, 25 matchs joués
2. MP Oran 37 pts, 25 matchs joués
3. IRB/ERC Alger 37 pts, 25 matchs joués
4. MP Alger 36 pts, 25 matchs joués
5. Solb Riyadhi Annaba 15 pts, 25 matchs joués
6. ESM Bel-Abbès 11 pts, 25 matchs joués.

Une dernière étape concerne les associations de sports de performance et à l'issue du dernier tournoi disputé à Mostaganem, le Nadit Alger est déclaré champion avec 6 victoires, 1 nul et 1 défaite et devance l'IRB Binaâ/ERC Alger.
Sources :
- El Moudjahid du samedi 27 avril 1985, page 3 dans le supplément sports.
- El Djoumhouria du dimanche 19 mai 1985, page 14.

### Saison 1985-1986
Le quatrième et dernier tournoi de la seconde phase du championnat niveau un s'est disputée les 26 et 27 juin 1986 dans la salle du centre sportif féminin à Alger
Les résultats sont :
- 1re journée :
  - MA Hussein Dey bat IRB/ERC Alger 16-15
  - MP Alger bat MP Oran 18-15
- 2e journée :
  - Le match entre le MP Oran et la MA Hussein Dey a été arrêtée à la 25e minute (8-5) !
  - IRB/ERC Alger bat MP Alger 24-20
- 3e journée :
  - MP Alger bat MA Hussein Dey 19-15
  - IRB/ERC Alger bat MP Oran par forfait.

Le classement final qui désigne le champion d'Algérie 1985-1986 est alors obtenu sans les résultats face au MP Oran : 
1. IRB/ERC Alger 2pts (+3)
2. MP Alger 2pts (00)
3. MA Hussein Dey 2 pts (-3)

Source :
- El Mountakheb N° 29 du dimanche 7 juillet 1986 page 9.

### Saison 1986-1987

#### Niveau 1
Dans le premier tournoi de niveau 1, disputé du mercredi 8 au vendredi 10 avril 1987, les équipes sont réparties dans deux groupes.
Les résultats du Groupe A, disputé à Médéa, sont :
| - MP Oran - IM Aïn Taya 18-08 - IRB Binaâ Alger - CM Constantine 25-25 - MP Oran - CM Constantine 15-11 - IRBinaa - IM Aïn Taya 23-15 - IRB Binaâ Alger - MP Oran 19-16 - CM Constantine - IM Aïn Taya 16-14. | Le classement du Groupe A à l'issue de ce premier tournoi est : 1. IRB Binaâ Alger 5 pts 2. MP Oran 4pts 3. CM Constantine 3 pts 4. Ittihad Mécanique Aïn Taya 0 pt. |

| Les résultats du Groupe B, disputé à Sétif (salle du complexe 8 mai 1945), sont : - MP Alger - SR Annaba 21-13 - MA Hussein Dey - WPC Skikda 23-18 - SR Annaba - MA Hussein Dey 19-25 - MP Alger - MA Hussein Dey 20-15 - WPC Skikda - SR Annaba 20-18. - MP Alger bat WPC Skikda ??-??. | Le classement du Groupe B à l'issue de ce premier tournoi est : 1. MP Alger 6 pts 2. MA Hussein Dey 4 pts 3. Widad pétro-chimique de Skikda 2 pts 4. SR Annaba 0 pt. |

Les résultats du second tournoi de niveau 1, joué à la salle Harcha-Hacène à Alger, sont :
- mercredi 21 avril 1987 :
  - MP Alger bat CM Constantine 21-20
  - IRB Binaâ Alger bat Widad Skikda 21-16
  - MA Hussein Dey et MP Oran 17-17
- jeudi 22 avril 1987 :
  - CM Constantine et W Skikda 17-17
  - IRB Binaâ Alger bat MA Hussein Dey 21-20
  - MP Alger bat MP Oran 16-10
- vendredi 24 avril 1987 :
  - MP Oran et W Skikda 20-20
  - MA Hussein Dey bat CM Constantine 24-16
  - MP Alger bat IRB Binaâ Alger 20-15

Le classement final du niveau 1 du championnat d’Algérie 1986-1987 est
|   | Équipe          | Pts | J | G | N | P | Bp | Bc | Diff |
| - | --------------- | --- | - | - | - | - | -- | -- | ---- |
| 1 | MP Alger        | 10  | 5 | 5 | 0 | 0 | 00 | 00 |      |
| 2 | IRB Binaâ Alger | 7   | 5 | 3 | 1 | 1 | 00 | 00 |      |
| 3 | MA Hussein Dey  | 5   | 5 | 2 | 1 | 2 | 00 | 00 |      |
| 4 | MP Oran         | 4   | 5 | 1 | 2 | 2 | 00 | 00 |      |
| 5 | CM Constantine  | 2   | 5 | 0 | 2 | 3 | 00 | 00 |      |
| 6 | W Skikda        | 2   | 5 | 0 | 2 | 3 | 00 | 00 |      |

#### Niveau 2
Dans le premier tournoi de niveau 2, disputé du mercredi 8 au vendredi 10 avril 1987, les équipes sont réparties dans deux groupes. Les deux derniers de chaque groupe jouent ensuite une poule de relégation.
Les résultats du Groupe A, disputé à Constantine, sont :
| - IRB El-Biar - USM Blida 24-11 - CRB El-Harrouch - Nadit Alger 12-17 - Nadit Alger - IRB El-Biar 18-20 - CRB El-Harrouch - USM Blida 25-11 - Nadit Alger - USM Blida 28-16 - CRB El-Harrouch - IRB El-Biar ??-?? | Le classement du Groupe A à l'issue de ce premier tournoi est : 1. Nadit Alger 4 pts ; bp 63 ; bc 48 (diff +15). 2. IRB El-Biar 4 pts ; bp 60 ; bc 47 ; diff (+13). 3. CRB El-Harrouch 4 pts ; bp 55 ; bc 44 (diff + 11). 4. USM Blida 0 pt ; bp 38 ; bc 77 ; diff (-39). |

Le Groupe B, disputé à Tizi Ouzou a opposé l'ESM Bel Abbès, le MC Saida, le MM Batna et le Hamra Annaba. Les résultats ne sont pas connus.
Les résultats du second tournoi de niveau 2, joué a la salle OMS de Médéa, sont :
- mercredi 21 avril 1987 :
  - CRB El Harrouch bat MM Batna 30-20
  - ESM Bel Abbès bat USM Blida 31-21
- jeudi 22 avril 1987 :
  - CRB El Harrouch bat USM Blida 30-21
  - ESM Bel Abbès bat MM Batna 21-16
- vendredi 24 avril 1987 :
  - MM Batna bat USM Blida 32-25
  - ESM Bel Abbès bat CRB El Harrouch 15-12.

Le classement final du niveau 2 du championnat d’Algérie 1986-1987 est :
|    | Équipe          | Pts | J | G | N | P | Bp | Bc | Diff |
| -- | --------------- | --- | - | - | - | - | -- | -- | ---- |
| 11 | ESM Bel Abbès   | 6   | 3 | 3 | 0 | 0 | 67 | 49 | 18   |
| 12 | CRB El Harrouch | 4   | 3 | 2 | 0 | 1 | 72 | 56 | 16   |
| 13 | MM Batna        | 2   | 3 | 1 | 0 | 2 | 68 | 76 | -8   |
| 14 | USM Blida       | 0   | 3 | 0 | 0 | 3 | 67 | 93 | -26  |

Les trois derniers ont ensuite joué le maintien ou la relégation avec les trois premiers de la division régionale.

### Saison 1987-1988

#### Niveau 1
En match en retard de la phase aller, dans la salle Harcha-Hacène, IRB Binaâ Alger et MP Alger 14-14 (mi-temps 5-6).
- MP Alger : Kamel Ouchia (GB), Ledraa, Bouanik (1 but), Omar Azeb (1but), Boudrali (), Akkeb (6, ), Agrane, Aït El-Hocine (1), Bouhalissa (3), Djefal (2, ), Khalil. Entraineur : Ouhib
- IRB Binaâ Alger : Boussebt (GB), Dib (GB), Ben Hamouda, Gherbi (2), Aït Mehdi (1, ), Salah Bouchekriou (3, ), Chouchaoui (1, ), Hidjazi, Moussaoui (5), Mohieddine (1), Khalfallah (1). Entraineur : Bouzerar.

La classement de la phase aller est :
1. IRB Binaâ Alger 13 pts (champion d'hiver)
2. MP Alger 12 pts
3. Flambeau Skikda 9 pts
4. Mouloudia d'Oran 8 pts
5. CM Constantine 5 pts
6. Nadit Alger 4 pts
7. Solb Annaba 3 pts
8. MA Hussein Dey 2 pts.

Parmi les résultats de la phase retour, on trouve : 
- 1er groupe au palais des sports d'Oran :
  - journée 1 : IRB Binaâ Alger - MA Hussein Dey 19-18 (mi-temps 14-10) et MP Oran - CM Constantine 28-14
  - journée 2 : IRB Binaâ Alger - CM Constantine 22-14 et MP Oran - MA Hussein Dey 23-17.
- 2e groupe à Sétif :
  - journée 1 : MP Alger - SR Annaba 24-18 et Flambeau Skikda - Nadit Alger 24-23
  - journée 2 : MP Alger - Nadit Alger 21-17 et Flambeau Skikda - SR Annaba 15-15.

La classement après cette 2 journée (tous les clubs à 9 matchs joués) est :
1. IRB Binaâ Alger 17 pts
2. MP Alger 16 pts
3. Mouloudia d'Oran 12 pts
4. Flambeau Skikda 12 pts
5. CM Constantine 5 pts
6. Nadit Alger 4 pts
7. Solb Annaba 4 pts
8. MA Hussein Dey 2 pts.

Au terme de la saison, c'est toutefois le MP Alger qui est le champion d'Algérie 1987-1988.

#### Niveau 2
Parmi les résultats de la phase retour, on trouve : 
- 1er groupe à Constantine :
  - journée 1 : Arzew - S. Bel Abbès 10-22 et CRB El Harrouch - Hamra Annaba 14-10)
  - journée 2 : Hamra Annaba - Arzew 22-11 et CRB El Harrouch - S. Bel Abbès 18-17
- 2e groupe à Alger :
  - journée 1 : I. Aïn Taya- CRB El Hama 26-16 et IRB El Biar - M. Saïda 22-17
  - journée 2 : ?

### Saison 1988-1989
Les résultats de la 7e journée sont :
- ERC Alger - IRB El Biar 16-15
- Mouloudia d'Alger - Mouloudia d'Oran 27-22
- IRM Aïn Taya - MB Skikda 10-19
- CM Constantine - US Bel Abbès 24-14

Le classement est alors :
1. Mouloudia d'Alger 21 pts, 11 matchs
2. ERC Alger 20 pts, 11 matchs
3. Mouloudia d'Oran 11 pts, 12 matchs
4. IRM Aïn Taya 10 pts, 12 matchs
5. CM Constantine 9 pts, 11 matchs
6. MB Skikda 7 pts, 11 matchs
7. US Bel Abbès 7 pts, 12 matchs
8. IRB El Biar 7 pts, 12 matchs.

Au terme de la saison, le Mouloudia d'Alger est champion d'Algérie 1988-1989.

### Saison 1990-1991

#### Première phase
Après le match retard joué le dimanche 23 décembre 1990 entre l'IRB Binaâ Alger et le SR Annaba (19-19), le classement provisoire est :
1. Nadit Alger 14 pts
2. MC Alger 13 pts
3. IRB Binaâ Alger 13 pts
4. IRM Aïn Taya 13 pts
5. HBC El-Biar 12 pts
6. NA Hussein Dey 12 pts
7. MC Oran 12 pts
8. SR Annaba 10 pts
9. JSM Skikda 7 pts
10. CRB Mila 5 pts
11. Chabab Saïda 2 pts
12. CS Constantine pts ?

Il reste alors 2 matchs en retard qui sont programmés le jeudi 27 décembre 1990 à la salle Harcha-Hacène à Alger : le MC Alger contre le MC Oran et l'IRB Binaâ Alger contre l'IRM Aïn Taya.

#### Niveau 1
Les six équipes de niveau 1 jouent pour le titre. Parmi les résultats, on trouve :
- 1re journée, jeudi 28 mars 1991 :
  - CSF de Ben Aknoun : Nadit Alger - ERC Alger 14-14 (mi-temps 9-8)
  - CSF de Ben Aknoun : NA Hussein Dey - SR Annaba 23-21
  - à Boumerdès : ES Aïn Taya - MC Alger 14-24
- 2e journée, 4 avril 1991 :
  - Nadit Alger - ES Aïn Taya 24-22
  - NA Hussein Dey - ERC Alger 17-19
  - SR Annaba - MC Alger 21-25
- 3e journée, jeudi 11 avril 1991 :
  - ERC Alger - SR Annaba 23-20
  - MC Alger - Nadit Alger 17-13
  - ES Aïn Taya - NA Hussein Dey 14-17
- 4e journée, 22 avril 1991 :
  - ERC Alger - ES Aïn Taya
  - Nadit Alger - SR Annaba
  - NA Hussein Dey - MC Alger
- 5 et 6e journée, dates et résultats inconnus
- 7e journée, jeudi 16 mai 1991 :
  - 16h00 à la salle Harcha-Hacène à Alger : MC Alger - SR Annaba 23-20
  - 18h00 à la salle Harcha Hacène à Alger : ERC Alger - NA Hussein Dey 17-13
  - 15h00 à Boumerdès : ES Aïn Taya - Nadit Alger 17-15
- dernière journée, dimanche 26 et lundi 27 mai 1991 :
  - 26 mai à la salle Harcha-Hacène à Alger : ERC Alger battu par MC Alger 15-16 (mi-temps (8-9).
  - 26 mai à la salle Harcha-Hacène à Alger : Nadit Alger battu par NA Hussein Dey 14-16
  - 27 mai à Boumerdès : ES Aïn Taya - SR Annaba score inconnu

Le classement provisoire au 27 mai est alors :
1. MC Alger 18 pts (-1 match), champion d'Algérie 1990-1991
2. ERC Alger 15 pts (-1 match)
3. NA Hussein Dey 9 pts
4. SR Annaba 5 pts (-1 match)
5. Nadit Alger 5 pts
6. ES Aïn Taya 3 pts (-1 match)

Il reste alors deux matchs en retard opposant le MC Alger à l'ERC Alger le 2 juin 1991 et le SR Annaba à l'ES Aïn Taya.
Sources
- El Moudjahid (suppléments sports) du samedi 30 mars 1991 page vii, du samedi 6 avril 1991 page vii (7), du samedi 13 avril 1991 page vii (7), du samedi 18 mai 1991 page vii (7)
- Le Quotidien d'Algérie numéro 13 du jeudi 16 mai 1991 page 11 : programme de la 7 journée du championnat national d'Algérie de hand-ball

#### Niveau 2
Les équipes de niveau 2 jouent pour le maintien. Parmi les résultats, on trouve :
- 2e journée, 4 avril 1991 :
  - à Oran : MC Oran et MC Saïda 16-16
  - CS Constantine - JSM Skikda 26-15 (il s'agit de la 2e victoire du CS Constantine)
  - CRB Mila - IRB El Biar 22-21 (il s'agit de la 2e défaite de l'IRB El Biar)
- 7e journée, jeudi 16 et vendredi 17 mai 1991 :
  - 16 mai à 15h00 à Saïda : MC Saïda - MC Oran score inconnu
  - 16 mai à 13h00 à Annaba : JSM Skikda - CS Constantine score inconnu
  - 17 mai à 10h00 au CSF de Ben Aknoun : IRB El Biar - CRB Mila score inconnu
- match en retard, lundi 27 mai 1991 :
  - CS Constantine bat MC Oran 21-18

CS Constantine termine premier du Niveau 2.
Sources
- El Moudjahid (suppléments sports) du samedi 6 avril 1991, page vii (7), du samedi 13 avril 1991, page vii (7), du samedi 18 mai 1991, page vii (7)
- Le Quotidien d'Algérie numéro 13 du jeudi 16 mai 1991, page 11 : programme de la 7e journée du championnat national d'Algérie de hand-ball ;
- El Djoumhouria du mercredi 29 mai 1991, page 12.

### Saison 1991-1992

#### Phase de groupes
Parmi les résultats de la phase retour du groupe Centre-Est, on trouve :
- 8e journée, jeudi 6 février 1992[19] :
  - Au CSF de Ben-Aknoun : IRB El Biar - SR Annaba 14-15
  - Nadit Alger - CM Mila 16-14
  - A Constantine : CS Constantine - JSM Skikda 13-19
  - ERC Alger - MM Batna reporté

À l'issue de cette première journée de la phase retour, le classement provisoire est alors :
1. ERC Alger 13 pts (1 match en retard)
2. JSM Skikda 13 pts
3. SR Annaba 11 pts
4. Nadit Alger 10 pts
5. CS Constantine 5 pts
6. MM Batna 4 pts (1 match en retard)
7. IRB El Biar 4 pts
8. CB Mila 2 pts.

Parmi les résultats de la phase retour du groupe Centre-Ouest, on trouve :
- 8e journée, jeudi 6 février 1992[19] :
  - à Alger (salle Harcha-Hacène) : MC Alger - WRB Boufarik 23-7
  - NA Hussein Dey - WA Rouiba 16-14, mi-temps (7-4)
    - salle Harcha-Hacène à Alger, public moyen. Arbitrage de la paire Benabed-Tacine
    - NA Hussein Dey : Mouici, Hellal, Ahcene Djeffal (8 buts, homme du match), Oulmane, Zine Eddine Mohamed Seghir, Aoudi (cap) (3), Elias (1), Boudjemaa, Cheriguene Hamzaoui, Saadoun (1), Belaziz (3). Entraineur : Mohamed Machou.
    - WA Rouiba : H. Rédha, Kouidri, Mokdad, Nait Ali (1), Amriche (4), R. Ait Abdeslam,(2), Lahdjel (3), Boumaza (3), A. Ait Abdeslam, AB Ait Abdeslam, Hakoum, Hadj Mokhnache (1). Entraineur : Khezailia.

  - à Oran (palais des sports) : MC Oran - MC Saïda 28-14
  - à Saïda : MB Saïda - ES Aïn Taya 17-21).

À l'issue de cette première journée de la phase retour, le classement provisoire est alors :
1. MC Alger 14 pts (1 match en retard)
2. MC Oran 14 pts
3. NA Hussein Dey 10 pts
4. ES Aïn Taya 10 pts
5. WA Rouiba 5 pts
6. MB Saïda 5 pts
7. MC Saïda 4 pts (1 match en retard)
8. WRB Boufarik 0 pts.

#### Phase finale
Les modalités et résultats ne sont pas connus mais le MC Alger est champion d'Algérie 1991-1992.

### Saison 1992-1993

#### Tournois des play-offs
Le premier tournoi des play-offs a eu lieu les jeudi 13 et vendredi 14 mai 1993 la salle de Mostaganem :
- Jeudi 13 mai 1993
  - Matin : ERC Alger et MC Alger 19-19
  - Après-midi : MC Oran bat Nadit Alger 22-18
  - Soirée : MC Alger et Nadit Alger 17-17
- Vendredi 14 mai 1993 :
  - Matin : MC Oran bat MC Alger 22-17 (mi-temps 10-11)
  - Après-midi : ERC Alger bat Nadit Alger 22-20
  - Soirée : MC Oran bat ERC Alger 25-19

Le bilan de ce premier tournoi est :
1. MC Oran, 3 victoires
2. ERC Alger, 1 victoire, 1 nul et 1 défaite
3. MC Alger, 1 nul et 2 défaites
4. Nadit Alger, 3 défaites.

Dès lors, il suffit d'une seule victoire au MC Oran lors du second tournoi pour s'emparer du titre de champion.
Ce second tournoi a eu lieu les 27 et 28 mai 1993 à Béjaïa et parmi les résultats, le MC Alger a battu ERC Alger 20-15 et c'est finalement bien le MC Oran qui sera le champion d'Algérie 1992-1993.
Sources :
- hebdomadaire Le Sport no 3 du samedi 15 mai 1993, page 11.
- El Massa du jeudi 27 mai 1993 1993, page 15.

### Saison 1993-1994

#### Premières phases
Parmi les résultats, on trouve :
- Division 1B :
  - le CRB El-Harrouch a surpris le leader WA Rouiba en battant 28 à 21 dans un match retard[20].

#### Play-offs
La sixième et dernière journée du championnat (seconde phase des play-offs), initialement prévue le lundi 27 juin 1994, a été annulée par la Fédération algérienne de handball (FAHB) à la suite de la demande de trois clubs qui considéraient que cette ultime journée n'a pas d'incidence sur le classement général de ce groupe. En effet, le MC Alger était déjà sacré champion, ceci permet aux équipes d'économiser les frais de déplacements qui pèsent énormément dans la comptabilité des clubs et enfin cela permet aux internationaux de se reposer avant le premier stage de l'équipe nationale en prévision du championnat d'Afrique en novembre 1994.
Le classement définitif de la saison 1993-1994 est alors :
| Division 1A 1. MC Alger, champion 93/94 2. MM Batna 3. ERC Alger 4. MC Oran 5. SR Annaba 6. ES Ain Taya 7. Nadit Alger, rétrograde en D1B 8. JSM Skikda, rétrograde en D1B. | Division 1B 1. WA Rouiba, promu en D1A 2. IRB El-Biar, promu en D1A 3. ES Sétif 4. NA Hussein Dey 5. CRB El-Harrouch 6. USM Blida, rétrograde en D2 7. HBC Messrghin, rétrograde en D2 8. CSU Oran, rétrograde en D2 |

### Saison 1994-1995

#### Tournois des play-offs
Huit équipes participent aux tournois des play-offs pour désigner le champion 1994-1995.
Parmi les résultats, le 4e tournoi a eu lieu du 18 au 20 janvier 1995 à Annaba pour 4 équipes et à Batna pour les 4 autres :
- Tournoi d'Annaba, à la salle Safsaf :
  - Mercredi 18 janvier 1995
    - SR Annaba - WA Rouiba 23-21
    - MC Alger - IR Binaâ Alger 25-22

  - Jeudi 19 janvier 1995
    - MC Alger - SR Annaba 23-19
    - IR Binaâ Alger - WA Rouiba 22-20

  - Vendredi 20 janvier 1995
    - MC Alger - WA Rouiba 20-18
    - IR Binaâ Alger - SR Annaba 17-16
- Tournoi de Batna :
  - Mercredi 18 janvier 1995
    - IRB El Biar - ES Aïn Taya 21-21
    - MB Batna - MC Oran 31-26

  - Jeudi 19 janvier 1995
    - MB Batna - ES Aïn Taya 30-15
    - MC Oran - IRB El Biar 20-16

  - Vendredi 20 janvier 1995
    - MB Batna - IRB El Biar 29-21
    - MC Oran - ES Aïn Taya 21-21

Le classement provisoire après 10 matchs joués est alors :
1. MB Batna 19 pts
2. MC Alger 16 pts
3. IR Binaâ Alger 14 pts
4. MC Oran 10 pts
5. SR Annaba 9 pts
6. WA Rouiba 7 pts
7. IRB El Biar 3 pts
8. ES Aïn Taya 3pts.

Néanmoins, au terme de la saison, c'est le MC Alger qui est finalement désigné champion 1994-1995 tandis que le MB Batna termine lui deuxième

### Saison 1998-1999

#### Première phase
18 clubs participent à la première phase du championnat et sont repartis en six groupes de trois équipes :
- Groupe 1 : Wifak Souk Ahra, COUS Université d'Oran et MC Alger.
- Groupe 2 : HBC Béjaïa, CS Constantine et MC Oran
- Groupe 3 : Chabab Sidi Bel-Abbès, Nadit Alger et OC Alger
- Groupe 4 : MC Saïda, Widad Rouiba et SR Annaba
- Groupe 5 : Nadi Ras El-Oued, NA Hussein Dey et WRB Mazaghran
- Groupe 6 : ES Aïn Taya, Widad Skikda et MM Batna

Les premiers de chacun des six groupes est qualifié pour les play-offs.
Les résultats de cette phase et la suite de la compétition ne sont pas connus, mais au terme de la saison, le MC Alger est champion 1998-1999.
Sources
- Sawt Al Ahrar no 218 du jeudi 12 novembre 1998, page 19 : programme de la 1re journée du championnat d'Algérie de hand-ball, phase préliminaire, saison 1998-1999.

### Saison 2000-2001
C'est le 28 septembre 2000 que débute le championnat de division excellence de handball avec 10 clubs dont quatre nouveaux :
- MC Alger (tenant du titre)
- OC Alger
- MC Oran
- WB Skikda
- HBC Béjaïa
- WO Rouiba
- HBC El Biar (promu)
- HAMRA Annaba (promu)
- TRB Bab El Oued (promu)
- US Biskra (promu).

La compétition est remportée par le MC Alger.

### Saison 2004-2005
En finale des play-offs du championnat d'Algérie 2004-2005 disputée au Palais des sports Hamou-Boutlélis d'Oran, le Mouloudia Club d'Alger s'est imposé 33 à 25 face à la Jeunesse sportive espérance de Skikda. Les effectifs des équipes finalistes étaient :
- Mouloudia Club d'Alger :
  - Joueurs : Samir Helal, Akchiche, Abdelghani Loukil, Abdérazak Hamad, El Hadi Biloum, Achour Hasni, Mohamed Rebahi, Bourenane, Riad Chehbour, Zaghdoud, Toum, Rabah Graïche, Sid Ali Yahia
  - Entraîneurs : Djaafar Belhocine (DTS) et Réda Zeguili (Entraîneur en chef)
- Jeunesse sportive espérance de Skikda :
  - Joueurs : Bedboudi, Boukhmis, Babouche, Bounour, Alilarnane, Badis, Kharea, Babes, Guerfi, Farouk Dehili, Laib, Bouziane, Layadi.
  - Entraîneurs : Khalfa (Entraîneur en chef) et Hadef (DTS)

### Saison 2005-2006
Le Mouloudia Club d'Alger a remporté le titre de champion d'Algérie 2005-2006 lors de la finale qui l’opposait à Annaba au club du Widad Amel Rouiba par une large victoire de 37 à 21.

### Saison 2006-2007
Le Mouloudia Club d'Alger s'est imposé face au Mouloudia Club de Saïda à la salle de la Coupole du complexe olympique Mohamed-Boudiaf, décrochant ainsi le titre de champion d'Algérie de la saison 2006 / 2007. À égalité à la mi-temps (9-9), à la fin du temps réglementaire (19-19) puis au terme de la première prolongation (22-22), les deux équipes doivent recourir à une seconde prolongation pour voir Alger parvenir à écarter Saïda.
- Arbitrage : Benaouda Rachid - Benabderrahmane Hamid.
- Mouloudia Club d'Alger : Samir Helal, Abdelmalek Slahdji, Rabah Graïche (8). Abdérazak Hamad (4), Zerabib (3), Chehbour (3), Sid Ali Yahia (3), Bourenane (1), Hasni, Bouabderrazaki (1), Boudrali, Aggoune (3), Hadef, Toum (3). DTS : Belhocine - Entr. : Zeguili
- Mouloudia Club de Saïda : Khider, Hamlet, Zendri (7), Merad (7), Chérief (2), Farhi Ahmed (2), Boutaleb (5), Farhi Mamar (1), Cheikh, Mostefaoui K, Dahmani (1), Becharef, Mimouni (1), Laïla. DTS : Boutaleb - Entr. : Dahmani

### Saison 2007-2008
En finale du championnat disputée dans la La Coupole (Alger), le MC Alger bat la JSE Skikda 34 à 24
- MC Alger (34) : Abdelmalek Slahdji (GB), Samir Helal (GB), Abdelghani Loukil, Hamza Zouaoui, Rabah Graïche, Smaïn Lagoun, Mohamed Bouabderrezaki, Messaoud Berkous, Hichem Boudrali, Mohamed Rebahi, Achour Hasni, Omar Chehbour, Abdérazak Hamad - Entraîneur : Réda Zeguili - DTS : Djaffar Belhocine
- JSE Skikda (24) : Mohamed Babouche, Fouzi Laib, Noureddine Badis, Fethi Houchet, Djalil Chlighem, Mouloud Bouriche, Billel Ali Arnane. Coach : Farouk Dehili
- Arbitrage: Kacem Meziane - Athmane Si Bachir

### Saison 2008-2009
En 2009, la finale du championnat a eu lieu le jeudi 28 mai à 15h30 dans la salle de Blida et a vu le GS pétroliers battre l'HBC El Biar 32 à 28 (mi-temps 15-9). Le CRB Baraki termine 3e grâce à sa victoire 32 à 31 face au CR Bordj Bou-Arréridj
- Arbitrage de la paire Si Bachir Athman et Meziane Kacem.
- Groupement sportif des pétroliers : Fligha, Abdelmalek Slahdji, Abdelghani Loukil (cap), Omar Chehbour, Hamza Zouaoui, Khetir, Messaoud Berkous, Hichem Boudrali, Mohamed Rebahi, Achour Hasni, Toum, Riad Chehbour, Layadi et Hadef. Entraîneur : Zeguelli
- HBC El-Biar : Senoussi, Haddallah, Aït Belkacem, Cheikh, Benchekhchoukh, Kimouche, Djahiche, Gaceb, Kessah, Boudjemia, Oulmane, Benzerar, Boussaid. Entraîneur : Bechkour.

### Saison 2011-2012
La saison 2011-2012 est marquée par le passage de 14 à 20 clubs, une première dans l’histoire, avec quatre groupes de cinq. Cette décision, « sans passer par l'assemblée générale », d'augmenter le nombre de clubs est notamment pour des raisons électoralistes, puisque cela augmente alors le nombre d’électeurs à quelques mois du renouvellement à la Fédération algérienne de handball (FAHB).
Trois clubs, le HBC El-Biar, le GS pétroliers et le MC Saïda, décident alors de boycotter le championnat et, en riposte, la FAHB avait annoncé leur rétrogradation pour cause d’accumulation de forfaits (3). Saisi, le tribunal algérien du règlement des litiges sportifs (TARLS) a tranché en faveur des trois clubs en annulant toutes les décisions depuis l'adoption de la nouvelle formule de compétition. Le championnat est ainsi invalidé et la décision de la rétrogradation des trois clubs est nulle et non avenue », a-t-il ajouté,

### Saison 2014-2015
La Jeunesse sportive espérance de Skikda est sacrée championne d'Algérie 2014/2015 à l'issue de l'avant-dernière journée play-off du championnat de division "Excellence". L'effectif du champion était :
- Joueurs : Mohamed-Rafik Babouchi, Hachemi Daifi, Redouane Saker, Faouzi Laib, Hichem Kaabeche, Fethi Haouchet, Nasreddine Guedni, Mouloud Bouriche, Ali Boulahsa, Tarek Boukhemis, Oussama Boudjenah, Sami Bencheikh, Mohamed Ahcene Djaballah, Walid Djebrouni, Amir Mouat, Hachemi Charrad Eddine.
- Entraîneur : Farouk Dehili

### À partir de 2017
Voir articles détaillés des éditions  2017-2018, 2018-2019, 2019-2020, 2021-2022, 2022-2023, 2023-2024, 2024-2025...

## Statistiques (par club)
- Plus grand nombre de titres pour un club : 28 MC Alger.
- Plus grand nombre de titres consécutifs pour un club : 7 MC Alger de 1997 à 2003 et de 2005 à 2011.
- Nombre de victoires par ville : 45 Alger, 4 Oran, 3 Skikda, 2 Saïda et Batna, 1 Annaba, Biskra et Bordj Bou Arréridj.
- Plus grand nombre de titres consécutifs pour une région : 14 Alger de 1969 à 1982.
- Doublés Coupe d'Algérie/Championnat : 21 MC Alger (1982, 1987, 1989, 1991, 1994, 1995, 1997, 1998, 1999, 2000, 2001, 2002, 2003, 2005, 2006, 2007, 2008, 2009, 2010, 2011, 2014), 2 OC Alger (1977, 1996) et Nadit Alger (1973, 1985), 1 RC Kouba (1971) et USM Annaba (1968).
- MC Alger est le seul club à avoir fait le triplé Coupe d'Algérie, Championnat d'Algérie et Championnat d'Afrique en (1997, 1998, 1999, 2000, 2003, 2005, 2006, 2008, 2009).
- Quadruplé Coupe d'Algérie, Championnat d'Algérie, Championnat d'Afrique et Coupe d'Afrique en (1997, 1998, 1999).
- Quintuplé Coupe d'Algérie, Championnat d'Algérie, Championnat d'Afrique, Coupe d'Afrique et Supercoupe d'Afrique en (1997, 1998, 1999).

## Résultats des clubs algériens en compétitions internationales
| Club        | Ligue des champions                                                             | Coupe des vainqueurs de coupe                                      | Supercoupe d'Afrique                                               | Coupe du monde des clubs |
| ----------- | ------------------------------------------------------------------------------- | ------------------------------------------------------------------ | ------------------------------------------------------------------ | ------------------------ |
| MC Alger    | Vainqueur (11) 1983, 1997, 1998, 1999, 2000, 2003, 2004, 2005, 2006, 2008, 2009 | Vainqueur (9) 1988, 1991, 1992, 1993, 1994, 1995, 1997, 1998, 1999 | Vainqueur (9) 1994, 1995, 1996, 1997, 1998, 1999, 2004, 2005, 2006 | Troisième 2007           |
| IRB Alger   | Finaliste (2) 1980, 1984                                                        | Vainqueur (2) 1989, 1990                                           | –                                                                  | –                        |
| MM Batna    | Vainqueur (1) 1995                                                              | –                                                                  | Finaliste (1) 1996                                                 | –                        |
| Nadit Alger | Vainqueur (1) 1982                                                              | –                                                                  | –                                                                  | –                        |
| MC Oran     | –                                                                               | Vainqueur (1) 1987                                                 | –                                                                  | –                        |
| US Biskra   | Troisième 2004                                                                  | –                                                                  | –                                                                  | –                        |
| JSE Skikda  | Troisième 2010                                                                  | Troisième 2008                                                     | –                                                                  | –                        |
| MC Saïda    | –                                                                               | Finaliste (1) 2008                                                 | –                                                                  | –                        |
| SR Annaba   | –                                                                               | Troisième 2003                                                     | –                                                                  | –                        |